# Comuna Izvoarele, Teleorman
Izvoarele (în trecut, Găuriciu) este o comună în județul Teleorman, Muntenia, România, formată numai din satul de reședință cu același nume.

## Legendă
Coloniștii bulgari apar menționați în documente din anii 1806–1814 și 1828–1834. 25 de familii de bulgari au trecut Dunărea în 1827 și s-au stabilit la Izvoarele în anul următor. În registrul de evidență al populației din 1838 se înregistrează prezența a 137 de gospodării „sârbești” (bulgarii din Țările Române erau înregistrați drept sârbi în documentele vremii).
La sfârșitul secolului al XIX-lea, numărul total de locuitori era de 1.378, aproape toți bulgari, lucrând mai ales în agricultură. Gustav Weigand care a vizitat satul în 1898 a furnizat statistici similare. Mai târziu, el a inclus satul în atlasul său ca localitate cu populație bulgară. În 1908, S. Romanski a găsit 360 de familii de bulgari. Bătrânii i-au spus că bulgarii coloniști au venit în mai multe valuri din regiunea Plevna și mai precis din Ralevo, lor alăturându-se și bulgari basarabeni. În timpul cercetărilor de teren din 1972 s-a stabilit că aproape toți locuitorii (aproximativ 4.000) erau bulgari și dialectul era bine păstrat.

## Istorie
La sfârșitul secolului al XIX-lea, comuna purta numele de Găuriciu, făcea parte din plasa Marginea a județului Teleorman și era alcătuit doar din satul Găuriciu cu o populație de 1378 de locuitori. Anuarul Socec din 1925 consemnează comuna în plasa Zimnicea a aceluiași județ și cu o populație de 2853 de locuitori.
În anul 1950, comuna a trecut în administrația raionului Zimnicea al regiunii Teleorman, raion care, doi ani mai târziu, a fost inclus în regiunea București.
În anul 1964, comuna a fost redenumită în Izvoarele, iar în anul 1968 a fost transferată la județul Teleorman, în structura actuală.

## Demografie
Componența etnică a comunei Izvoarele
     Români (96%)
     Alte etnii (0,73%)
     Necunoscută (3,27%)
Componența confesională a comunei Izvoarele
     Ortodocși (94,24%)
     Creștini după evanghelie (1,95%)
     Alte religii (0,49%)
     Necunoscută (3,32%)
Conform recensământului efectuat în 2021, populația comunei Izvoarele se ridică la 2.048 de locuitori, în scădere față de recensământul anterior din 2011, când fuseseră înregistrați 2.578 de locuitori. Majoritatea locuitorilor sunt români (96%), iar pentru 3,27% nu se cunoaște apartenența etnică. Din punct de vedere confesional, majoritatea locuitorilor sunt ortodocși (94,24%), cu o minoritate de creștini după evanghelie (1,95%), iar pentru 3,32% nu se cunoaște apartenența confesională.

## Politică și administrație
Comuna Izvoarele este administrată de un primar și un consiliu local compus din 11 consilieri. Primarul, Dan Ghena[*], de la Partidul Social Democrat, este în funcție din 2016. Începând cu alegerile locale din 2024, consiliul local are următoarea componență pe partide politice:
|  | Partid                          | Consilieri | Componența Consiliului | Componența Consiliului | Componența Consiliului | Componența Consiliului | Componența Consiliului | Componența Consiliului | Componența Consiliului | Componența Consiliului |
|  | ------------------------------- | ---------- | ---------------------- | ---------------------- | ---------------------- | ---------------------- | ---------------------- | ---------------------- | ---------------------- | ---------------------- |
|  | Partidul Social Democrat        | 8          |                        |                        |                        |                        |                        |                        |                        |                        |
|  | Partidul Național Liberal       | 2          |                        |                        |                        |                        |                        |                        |                        |                        |
|  | Alianța pentru Unirea Românilor | 1          |                        |                        |                        |                        |                        |                        |                        |                        |

## Monumente istorice
Singurul monument istoric din comuna Izvoarele este Biserica "Sfântul Nicolae" care datează din anul 1834.